# کاروانسرای حوض سلطان
کاروانسرای حوض سلطان مربوط به دوره صفوی - دوره قاجار است و در شهرستان قم، بخش مرکزی، بیرون روستای چشمه‌شور واقع شده است. این اثر در تاریخ ۱۷ اسفند ۱۳۸۱ باشمارهٔ ثبت ۷۶۹۵ به عنوان یکی از آثار ملی ایران به ثبت رسیده است.